# ريمي غايار
ريمي غايار (بالفرنسية: Rémi Gaillard)‏ كوميدي فرنسي ولد في مونبيلييه في 7 فبراير 1975 اشتهر بمقاطعه الكوميدية التي نشرها بداية على موقع اليوتيوب والمستوحاة من أعمال الكوميديين باستر كيتون وشارلي شابلن والتي حققت نجاحاً كبيراً وارقام مشاهدة قياسية وهذه المقاطع هي مقاطع كوميدية صامتة يستخدم فيها مقالب ومواقف غريبة مستعيناً في أغلب الأحيان بوسائل وملابس تنكرية.
من أشهر مقالبه انه رمى قنبلة دخان داخل سيرة للجيش وتعرض للحبس التأديبي

## وصلات خارجية
- ريمي غايار على موقع IMDb (الإنجليزية)
- ريمي غايار على موقع ألو سيني (الفرنسية)
- ريمي غايار على موقع ميوزك برينز (الإنجليزية)
- ريمي غايار على موقع قاعدة بيانات الفيلم (الإنجليزية)
- الموقع الرسمي
- Gaillard Channe on YouTubel
- Gaillard's Dailymotion channel